# Hoog Blaricum
Hoog Blaricum was een Nederlands tuberculose-sanatorium in het Noord-Hollandse Laren.

## Geschiedenis
Amsterdamse lijders aan tuberculose konden vanaf 1903 kuren in het sanatorium Hoog Laren in Blaricum. Het werd geëxploiteerd door de vereniging Amsterdamsch Sanatorium voor Borstlijders. Door de groei van het aantal tuberculosebesmettingen ontstond in 1909 echter de wens om in het Gooi ook een sanatorium voor kinderen te bouwen. Hiertoe werd een nieuwe vereniging Amsterdamsch Kindersanatorium opgericht.
Op 5 juli 1912 opende Koningin-moeder Emma het kindersanatorium Hoog Blaricum. Het gebouw was ontworpen door de architect Karel Muller. De geneesheer-directeur was F.L. Deterding, zijn broer Henri Deterding leverde een financiële bijdrage in de totstandkoming van het sanatorium. Ter promotie werd het boekje Zieke Kinderen (1913) uitgegeven, geschreven door Jan Feith met illustraties van Albert Hahn. Hierin beschrijft Feith een bezoek aan een consultatiebureau, het huis van een tuberculose-lijder en het sanatorium Hoog Blaricum.
In 1925 vond er een grote uitbreiding van het sanatoriumgebouw plaats, weer naar ontwerp van Karel Muller. Er werden onder andere twee vleugels van 30 meter aangebouwd, en er verscheen een losstaand openluchtschooltje. De capaciteit ging van 72 naar 180 bedden.
In de jaren vijftig nam het aantal patiëntjes drastisch af. Hoog Blaricum kon niet exclusief openblijven voor tuberculozen. Het sanatorium zou veranderen in het Goois Kinderziekenhuis. Daarna werd het revalidatiecentrum 'de Trappenberg'. In het gebouw bevinden zich nog twee oorspronkelijke tegeltableaus, waaronder een exemplaar dat werd geschonken door het personeel bij het 25-jarig bestaan van het sanatorium.